# Stupeň B1053 Falconu 9
Stupeň B1053 Falconu 9 je první stupeň rakety Falcon 9 vyráběné společností SpaceX, jedná se o osmý exemplář verze Block 5. Poprvé tento první stupeň letěl v dubnu 2019, kdy byl použit jako jeden z bočních stupňů rakety Falcon Heavy při vynášení telekomunikačního satelitu ArabSat 6A. Po odpojení od zbytku rakety se boční stupně B1052 a B1053 vrátily zpět na pevninu a úspěšně souběžně přistály na přistávací ploše LZ-1 a LZ-2.
Další let B1053 absolvoval jako boční stupeň rakety Falcon Heavy při misi STP-2, při které bylo pro Letectvo Spojených států amerických vyneseno 24 satelitů na několik oběžných drah. Mise odstartovala 25. června 2019 a stupeň znovu úspěšně přistál.

## Historie letů
| Číslo použití | Datum startu (UTC) | Let číslo | Náklad     | Start | Místo startu | Přistání | Místo přistání | Poznámky |
| ------------- | ------------------ | --------- | ---------- | ----- | ------------ | -------- | -------------- | -------- |
| 1             | 11. dubna 2019     | FH 2      | ArabSat 6A |       | KSC LC-39A   |          | LZ-2           |          |
| 2             | 25. června 2019    | FH 3      | STP-2      |       | KSC LC-39A   |          | LZ-1 nebo LZ-2 |          |